# Turnersville
Turnersville és una concentració de població designada pel cens dels Estats Units a l'estat de Nova Jersey. Segons el cens del 2000 tenia 3.867 habitants.

## Demografia
Segons el cens del 2000, Turnersville tenia 3.867 habitants, 1.167 habitatges, i 1.060 famílies. La densitat de població era de 1.002,1 habitants/km².
Dels 1.167 habitatges en un 49,4% hi vivien nens de menys de 18 anys, en un 81,3% hi vivien parelles casades, en un 7,5% dones solteres, i en un 9,1% no eren unitats familiars. En el 7% dels habitatges hi vivien persones soles el 3,6% de les quals corresponia a persones de 65 anys o més que vivien soles. El nombre mitjà de persones vivint en cada habitatge era de 3,31 i el nombre mitjà de persones que vivien en cada família era de 3,49.
Per edats la població es repartia de la següent manera: un 29,8% tenia menys de 18 anys, un 7,9% entre 18 i 24, un 27% entre 25 i 44, un 27,5% de 45 a 60 i un 7,8% 65 anys o més.
L'edat mediana era de 37 anys. Per cada 100 dones de 18 o més anys hi havia 89,7 homes.
La renda mediana per habitatge era de 86.421 $ i la renda mediana per família de 90.863 $. Els homes tenien una renda mediana de 59.911 $ mentre que les dones 43.929 $. La renda per capita de la població era de 28.734 $. Aproximadament el 2,2% de les famílies i el 3,1% de la població estaven per davall del llindar de pobresa.

## Poblacions més properes
El següent diagrama mostra les poblacions més properes.